# 阿比·艾哈邁德
阿比·艾哈邁德·阿里（1976年8月15日—）是衣索比亞政治家、總理、前埃塞俄比亚陆军军官、诺贝尔和平奖得主。「艾哈邁德·阿里」是父名而非姓氏，「阿比」则是他本人名字，他是五旬宗基督徒。2021年10月，阿比·艾哈迈德宣誓就职第2个5年任期。

## 生平
由於前總理海爾馬里亞姆·德薩萊尼辭職，阿比·艾哈邁德·阿里於2018年4月2日開始擔任衣索比亞聯邦民主共和國總理。42歲的他出任總理時是当时非洲國家最年輕的領導人。
阿比上任後，允許部分行业私有化，對外開放電信市場，並释放了数万名政治犯。
2019年10月11日，阿比因為打破衣索比亞-厄利垂亞戰爭20年的僵持局面而獲得2019諾貝爾和平獎。
2020年11月爆发的提格雷冲突使他在国际舆论上陷入争议。

## 荣誉

### 外国勋章奖章
- 扎耶德勋章（阿联酋，2018年7月24日于阿布扎比总统府颁发[8]）